# Ravensara elliptica
Espèce
Classification phylogénétique
Ravensara elliptica est une espèce de plantes à fleurs de la famille des Lauraceae. C'est un arbre présent dans l'océan Indien (Madagascar).